# Самар Јзбек
Самар Јзбек (арап. سمر يزبك; Џабла, 18. август 1970) сиријски је новинар и писац романа, кратких прича, филмских сценарија, телевизијских драма, филмских и телевизијских критика и књижевних наратива. Неколико њених дела је преведено са арапског на друге језике.

## Биографија
Рођена је 18. августа 1970. у Џабли. Студирала је арапску књижевност на Универзитету Тишрин у Латакији. Изабрана је за једног од тридесет и девет најперспективнијих аутора млађих од четрдесет година на конкурсу Beirut39 који је организовао Hay Festival 2010. Учествовала је у народној побуни против Асадовог режима 2011, а неколико месеци касније је била приморана да оде у егзил. Борац је за женска права у Сирији и покренула је невладину организацију „Жене сада за развој” са седиштем у Француској која има за циљ да економски и социјално оснажи Сиријке. Учествовала је у сиријском културном каравану, уметничком и културном покрету који су предводили сиријски уметници под пројектом „Слобода за сиријски народ” који је укључивао путовање широм Европе. Добила је награду Уницефа за најбољи књижевни и телевизијски сценарио A falling sky 2000, Пинтерову награду за књигу A Woman in the Crossfire: Diaries of the Syrian Revolution, шведску награду Tucholsky и холандску PEN 2012, награду PEN-OXFAM Novib за A Woman in the Crossfire: Diaries of the Syrian Revolution 2013. и француску награду „Најбоља страна књига” за књижевни наратив The Crossing 2016. године.

## Радови
| Година | Публикације                                                | Жанр             | Земље |
| 2018   | 19 women: Tales of resilience from Syria                   | Књижевни наратив | Француска – Шведска – Италија |
| 2017   | Al-Mashāʾa [The one who walks (female)]                    | Роман            | Преведено на дански (Du må ikke dø) Преведено на шведски (Hon som vandrar)                                                                              |
| 2017   | The blue pen                                               | Роман            | Француска – Шведска – Норвешка – Немачка – Либан |
| 2015   | The Crossing                                               | Књижевни наратив | Француска – Шведска – Норвешка – Велика Британија – Либан – Шпанија – Португал – Пољска – Малезија – Грчка – Румунија – Индија – Кина – Италија – Јапан |
| 2012   | A Woman in the Crossfire: Diaries of the Syrian Revolution | Књижевни наратив | Француска – Велика Британија – Холандија – Швајцарска – Турска                                                                                          |
| 2010   | In her mirrors                                             | Роман            | Италија – Либан |
| 2008   | The mountain of lilies                                     | Роман            | Сирија |
| 2008   | Cinnamon                                                   | Роман            | Француска – Шведска – Норвешка – Италија – Велика Британија – Швајцарска – Либан                                                                        |
| 2005   | Clay                                                       | Роман            | Египат |
| 2002   | A girl from heaven                                         | Роман            | Сирија |
| 2000   | Words of women                                             | Кратке приче     | Сирија – Либан |
| 1999   | Automn flowers                                             | Кратке приче     | Сирија |

## Дела
- Silence, PEN Atlas, 2014.[16]
- I write with blind eyes and forty fingers, Index on censorship, 2014.[17]
- On two and a half years of massacre in Syria, SvD & FAZ, 2013.
- Syria’s inferno, Le Nouvel Observateur, 2013.[18]
- The novelist vs. the revolutionary: My own Syrian debate, Washington Post, 2013.[19]
- In the shadow of Assad’s bombs, The New York Times, OpEd, 2012.[20]
- Two men, The Guardian, 2011.[21]